# Шабельник, Виктор Иванович
Виктор Иванович Шабельник (17 июня 1924 — 6 июля 1995) — командир сабельного взвода 50-го гвардейского кавалерийского полка, гвардии лейтенант. Герой Советского Союза.

## Биография
Родился 17 июня 1924 года в селе Сосновка, ныне в черте посёлка городского типа Акимовка Запорожской области. Украинец. Окончил 10 классов.
С августа 1941 года воевал разведчиком в партизанском отряде № 234, действовавшем на территории Запорожской области. Принимал участие в нападении на немецкие гарнизоны в сёлах Радивоновка и Великая Терновка. После того как в декабре 1941 года отряд слился с частями Красной Армии, В. И. Шабельник был призван в её ряды. Воевал на Южном и Сталинградском фронтах. В феврале 1942 года и январе 1943 года был тяжело ранен. С июля 1943 года — разведчик 103-го горно-кавалерийского полка 20-й горно-кавалерийской дивизии. Участвовал в Брянской и Гомельско-Речицкой операциях, уничтожении калинковичско-мозырской группировки противника. За эти бои награждён орденом Отечественной войны 1-й степени. В январе 1944 года вновь тяжело ранен.
После излечения в госпитале В. И. Шабельник окончил курсы младших лейтенантов и в декабре 1944 года направлен командиром сабельного взвода в 50-й гвардейский кавалерийский полк 13-й гвардейской кавалерийской дивизии. В составе 6-го гвардейского кавалерийского корпуса воевал на 2-м Украинском фронте. Участвовал в Будапештской операции. Особо отличился при освобождении Чехословакии.
В период с 27 марта по 20 апреля 1945 года его взвод был в головном отряде наступавших войск, с боями форсировавших реки Грона, Нитра, Ваг, Морава. Перед началом боя за город Нове-Замки под ружейно-пулемётным огнём Шабельник переплыл реку Нитра, разведал узлы сопротивления противника, установил его наиболее уязвимые места обороны и переслал донесение командованию. Что бы дать возможность переправиться отряду, со взводом принял бой, отвлекая на себя превосходящие силы врага. В этом бою взвод уничтожил два бронетранспортёра, два мотоцикла с пулемётами и до взвода противников. Отразив все вражеские контратаки и удержав плацдарм за Нитрой, гвардии лейтенант Шабельник дал возможность переправиться всему соединению, расширить плацдарм и завязать бои за город.
29 марта в уличных боях в Нове-Замки взвод В. И. Шабельника подбил немецкую автомашину с живой силой, истребил 15 противников и 16 взял в плен.
30 марта 1945 года, продолжая развивать успех наступления, взвод первым форсировал реку Ваг и её залив, создав плацдарм на западном берегу. Позднее на этом участке была наведена переправа для войск, наступавших на Братиславу. Продолжая действовать в головном отряде, взвод Шабельника перерезал коммуникации немецких войск западнее города Трнава и отрезал им пути отхода.
В дальнейшем он со своим подразделением, маневрируя между опорными пунктами противника, овладел четырьмя крупными населёнными пунктами в предгорьях Малых Карпат. Выход во фланг противника советских подвижных частей обеспечил падение Братиславы.
На следующий день дивизия преодолела Малые Карпаты и овладела городом Малацки и вышла на магистраль Братислава-Брно. В боях за населённый пункт Бродске гвардии лейтенант Шабельник заменил выбывшего из строя командира эскадрона. Эскадрон отбил все атаки врага, уничтожив при этом три тяжёлых немецких танка, два бронетранспортёра и до двух взводов пехоты противника. Лично Шабельник в этом бою поджёг гранатами танк и бронетранспортёр и застрелил двух мотоциклистов-пулемётчиков.
9 апреля во главе эскадрона он первым переправился через реку Морава и её разлив и в трудных условиях лесисто-болотистой местности создал плацдарм. Эскадрон, прорвав глубоко эшелонированную оборону противника, ворвался в населённый пункт Ланжгот. В уличных боях В. И. Шабельник с группой бойцов поджёг вражеский бронетранспортёр и пленил 12 немецких солдат.
Указом Президиума Верховного Совета СССР от 15 мая 1946 года за мужество, отвагу и героизм, гвардии лейтенант Шабельник Виктор Иванович удостоен звания Героя Советского Союза с вручением ордена Ленина и медали «Золотая Звезда».
В 1953 году окончил Военную академию имени М. В. Фрунзе. С 1958 года подполковник Шабельник — в запасе. Жил в городе Запорожье. Работал заместителем начальника Запорожского областного производственного управления торговли. Член КПСС с 1960 года. Умер 6 июля 1995 года. Похоронен на Капустянском кладбище в Запорожье.
Награждён орденом Ленина, двумя орденами Отечественной войны 1-й степени, орденами Отечественной войны 2-й степени, Красной Звезды, медалями. Почётный гражданин городов Братислава, Брно, Иванчице, Жидлоховице.